# Leon (Virginia Occidentale)
Leon è un comune degli Stati Uniti d'America, situato nello Stato della Virginia Occidentale, nella contea di Mason.